# Alepia albicollare
Alepia albicollare är en tvåvingeart som först beskrevs av Günther Enderlein 1937.  Alepia albicollare ingår i släktet Alepia och familjen fjärilsmyggor. Inga underarter finns listade i Catalogue of Life.